# Линия 6 (Стамбульский метрополитен)
Линия 6 "Левент - Босфорский Университет" (тур. M6 Levent - Boğaziçi Üniversitesi) — одна из 10 линий Стамбульского метро. Является самой короткой линией в системе, имея всего 4 станции. Открылась в апреле 2015 года.

## Карта Линии

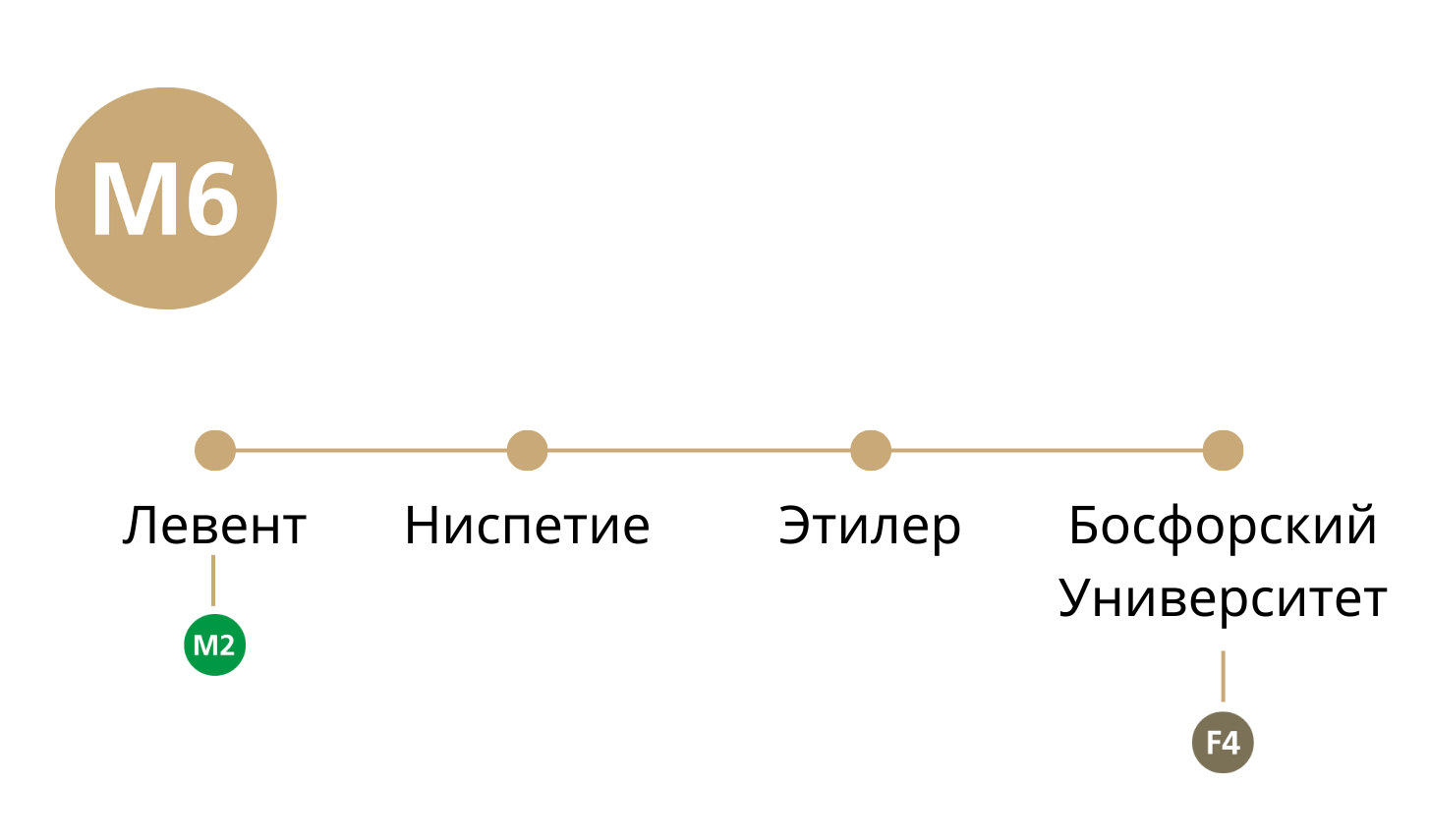

## Пересадки
| Пересадка на линию | Со станции             | На станцию |
| ------------------ | ---------------------- | ---------- |
| Линия 2            | Левент                 | Левент     |
| Фуникулёр 4        | Босфорский Университет | Ашиянь     |

## Станции
- Левент
- Ниспетие
- Этилер
- Босфорский Университет

## Описание
Линия сооружена на деньги министерства транспорта Турции. Имеет пересадку на Линию 2. Планировалось, что линия откроется 29 октября 2014 года на День Республики, однако по техническим причинам дату открытия пришлось перенести.